# Liste der Olympiasieger im Eishockey
Die Liste der Olympiasieger im Eishockey listet alle Sieger sowie die Zweit- und Drittplatzierten der Eishockeywettbewerbe bei den Olympischen Winterspielen, gegliedert nach Männern und Frauen, auf. Im weiteren Teil werden alle Eishockeyspieler, die mindestens einmal Olympiasieger waren und eine weitere olympische Medaille gewonnen haben, aufgelistet.

## Wettbewerbe

### Männer

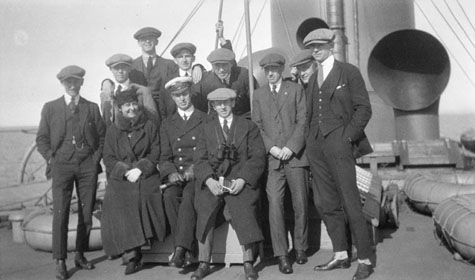
Die kanadische Olympiasiegermannschaft vor der Abreise zu den Sommerspielen in Antwerpen 1920

Das olympische Eishockeyturnier der Männer gehört seit den Olympischen Winterspielen 1924 in Chamonix-Mont-Blanc zum Programm der Spiele. Zudem wurde im Rahmen der Olympischen Sommerspiele 1920 ein Demonstrationswettbewerb ausgetragen, der erst einige Jahrzehnte später vom IOC als offizielles Olympiaturnier anerkannt wurde.
Von 1920 bis 1952 dominierten zumeist die nordamerikanischen Nationen Kanada und die USA die Turniere um olympisches Gold. Die Vormachtstellung Kanadas spiegelte sich in diesem Zeitraum im Gewinn von insgesamt sechs Gold- und einer Silbermedaille wider. Einzig die Nationalmannschaft Großbritanniens war 1936 in Garmisch-Partenkirchen in der Lage, die Kanadier zu schlagen. Jedoch setzte sich das Team hauptsächlich aus kanadischen Spielern zusammen. Die USA konnte bis 1952 vier Silber- und eine Bronzemedaille erringen. In den folgenden acht Jahren kamen eine goldene und eine weitere silberne hinzu. Mit dem sowjetischen Goldmedaillengewinn von 1956 begann eine fast 40-jährige Dominanz im Welteishockey, die sich in insgesamt acht Olympiasiegen der UdSSR respektive dem Vereinten Team widerspiegelte. Nur die US-Amerikaner waren bei ihren Heimspielen in Squaw Valley 1960 und Lake Placid 1980 in der Lage in die sowjetische Phalanx einzubrechen und Gold zu gewinnen. In den Jahren 1994 und 2006 gewannen die Schweden zweimal den Titel. Zudem sicherten sich die Tschechen 1998 ihren ersten Olympiasieg, und Kanada beendete 2002 eine 50-jährige Durststrecke ohne Goldmedaille für die Herren-Eishockeymannschaft.
Insgesamt wurden bisher 25 Goldmedaillen verliehen.
| Olympia | Gold | Silber | Bronze |
| ------- | --- | --- | --- |
| 1920    | Kanada Robert Benson Walter Byron Frank Fredrickson Chris Fridfinnson Magnus Goodman Haldor Halderson Konrad Johannesson Allan Woodman | USA Raymond Bonney Anthony Conroy Herbert Drury Edward Fitzgerald Gerry Geran Moose Goheen Joseph McCormick Lawrence McCormick Frank Synott Leon Tuck Cyril Weidenborner | Tschechoslowakei Karel Hartmann Karel Kotrba Josef Loos Valentin Loos Jan Palouš Jan Peka Karel Pešek Josef Šroubek Otakar Vindyš Karel Wälzer |
| 1924    | Kanada Jack Cameron Ernie Collett Bert McCaffrey Harold McMunn Dunc Munro Beattie Ramsay Cyril Slater Hooley Smith Harry Watson | USA Taffy Abel Herbert Drury Alphonse Lacroix John Langley John Lyons Justin McCarthy Willard Rice Irving Small Frank Synott | Großbritannien William Anderson Lorne Carr-Harris Colin Carruthers Eric Carruthers Guy Clarkson Ross Cuthbert Geoffrey Holmes Hamilton Jukes Edward Pitblado Blaine Sexton |
| 1928    | Kanada Charlie Delahey Frank Fisher Louis Hudson Norbert Mueller Herbert Plaxton Hugh Plaxton Roger Plaxton John Porter Frank Sullivan Joe Sullivan Ross Taylor Dave Trottier | Schweden Carl Abrahamsson Emil Bergman Birger Holmqvist Gustaf Johansson Henry Johansson Nils Johansson Ernst Karlberg Erik Larsson Bertil Linde Sigfrid Öberg Wilhelm Petersén Kurt Sucksdorff | Schweiz Gian Andreossi Mezzi Andreossi Robert Breiter Louis Dufour Charles Fasel Albert Geromini Fritz Kraatz Arnold Martignoni Heini Meng Anton Morosani Luzius Rüedi Richard Torriani |
| 1932    | Kanada Bill Cockburn Cliff Crowley Bert Duncanson George Garbutt Roy Hinkel Vic Lindquist Norm Malloy Wally Monson Ken Moore Romeo Rivers Hack Simpson Hugh Sutherland Stan Wagner Alston Wise | USA Ty Anderson Johnny Bent John Chase John Cookman Doug Everett Franklin Farrell Joseph Fitzgerald Ted Frazier John Garrison Gerard Hallock Robert Livingston Francis Nelson Winthrop Palmer Gordon Smith | Deutsches Reich Rudi Ball Alfred Heinrich Erich Herker Gustav Jaenecke Werner Korff Walter Leinweber Erich Römer Martin Schröttle Marquard Slevogt Georg Strobl |
| 1936    | Großbritannien Alexander Archer James Borland Edgar Brenchley James Chappell John Coward Gordon Dailley Gerry Davey Carl Erhardt Jimmy Foster Jack Kilpatrick Archie Stinchcombe Bob Wyman | Kanada Maxwell Deacon Hugh Farquharson Kenneth Farmer James Haggarty Walter Kitchen Raymond Milton Dinty Moore Herman Murray Arthur Nash David Neville Alexander Sinclair Ralph St. Germain Bill Thomson | USA John Garrison August Kammer Philip LaBatte John Lax Thomas Moon Elbridge Ross Paul Rowe Francis Shaughnessy Gordon Smith Francis Spain Frank Stubbs |
| 1948    | Kanada Murray Dowey Frank Dunster Jean Gravelle Patsy Guzzo Wally Halder Ted Hibberd Henri-André Laperrière Louis Lecompte George Mara Albert Renaud Reg Schroeter Irving Taylor | Tschechien Vladimír Bouzek Gustav Bubník Jaroslav Drobný Přemysl Hainý Zdeněk Jarkovský Stanislav Konopásek Bohumil Modrý Miloslav Pokorný Václav Rozinák Miroslav Sláma Karel Stibor Vilibald Šťovík Ladislav Troják Josef Trousílek Oldrich Zábrodský Vladimír Zábrodský | Schweiz Hans Bänninger Fredy Bieler Hanggi Boller Ferdinand Cattini Hans Cattini Hans Dürst Walter Dürst Emil Handschin Heini Lohrer Werner Lohrer Reto Perl Gebhard Poltera Ulrich Poltera Beat Rüedi Otto Schubiger Richard Torriani Hans-Martin Trepp |
| 1952    | Kanada George Abel John Davies Billie Dawe Robert Dickson Don Gauf Billy Gibson Ralph Hansch Bob Meyers David Miller Eric Paterson Tom Pollock Al Purvis Gordon Robertson Louis Secco Francis Sullivan Bob Watt | USA Rube Bjorkman Leonard Ceglarski Joseph Czarnota Richard Desmond Andre Gambucci Clifford Harrison Gerald Kilmartin John Mulhern John Noah Arnold Oss Robert Rompre James Sedin Allen Van Donald Whiston Ken Yackel | Schweden Göte Almqvist Åke Andersson Hans Andersson-Tvilling Stig Andersson-Tvilling Lars Björn Göte Blomqvist Thord Flodqvist Erik Johansson Gösta Johansson Rune Johansson Sven Johansson Åke Lassas Holger Nurmela Hans Öberg Lars Pettersson Lars Svensson Sven Thunman |
| 1956    | UdSSR Jewgeni Babitsch Wsewolod Bobrow Nikolai Chlystow Alexei Guryschew Juri Krylow Walentin Kusin Alfred Kutschewski Grigori Mkrtytschan Wiktor Nikiforow Juri Pantjuchow Nikolai Putschkow Wiktor Schuwalow Genrich Sidorenkow Nikolai Sologubow Iwan Tregubow Dmitri Ukolow Alexander Uwarow | USA Wendell Anderson Wellington Burtnett Eugene Campbell Gordon Christian Bill Cleary Richard Dougherty Willard Ikola John Matchefts John Mayasich Daniel McKinnon Dick Meredith Weldon Olson John Petroske Kenneth Purpur Donald Rigazio Dick Rodenheiser Ed Sampson | Kanada Denis Brodeur Charles Brooker Bill Colvin Buddy Horne Art Hurst Byrle Klinck Paul Knox Ken Laufman Howie Lee James Logan Floyd Martin Jack McKenzie Donald Rope George Scholes Gerry Théberge Bob White Keith Woodall |
| 1960    | USA Bill Christian Roger Christian Bill Cleary Bob Cleary Gene Grazia Paul Johnson Jack Kirrane John Mayasich Jack McCartan Bob McVey Dick Meredith Weldon Olson Edwyn Owen Rodney Paavola Larry Palmer Dick Rodenheiser Tommy Williams | Kanada Bob Attersley Maurice Benoit James Connelly Jack Douglas Fred Etcher Robert Forhan Donald Head Harold Hurley Ken Laufman Floyd Martin Robert McKnight Cliff Pennington Donald Rope Bobby Rousseau George Samolenko Harry Sinden Darryl Sly | UdSSR Weniamin Alexandrow Alexander Almetow Juri Baulin Michail Bytschkow Wladimir Grebennikow Jewgeni Groschew Wiktor Jakuschew Jewgeni Jorkin Nikolai Karpow Alfred Kutschewski Konstantin Loktew Stanislaw Petuchow Wiktor Prjaschnikow Nikolai Putschkow Genrich Sidorenkow Nikolai Sologubow Juri Zizinow                                                                  |
| 1964    | UdSSR Weniamin Alexandrow Alexander Almetow Witali Dawydow Anatoli Firsow Eduard Iwanow Wiktor Jakuschew Wiktor Konowalenko Wiktor Kuskin Konstantin Loktew Boris Majorow Jewgeni Majorow Stanislaw Petuchow Alexander Ragulin Boris Saizew Oleg Saizew Wjatscheslaw Starschinow Leonid Wolkow | Schweden Anders Andersson Gert Blomé Lennart Häggroth Lennart Johansson Nils Johansson Sven Johansson Lars-Eric Lundvall Eilert Määttä Hans Mild Nils Nilsson Bert-Ola Nordlander Carl-Göran Öberg Uno Öhrlund Ronald Pettersson Ulf Sterner Roland Stoltz Kjell Svensson | Tschechoslowakei Vlastimil Bubník Josef Černý Jiří Dolana Vladimír Dzurilla Jozef Golonka František Gregor Jiří Holík Jaroslav Jiřík Jan Klapáč Vladimír Nadrchal Rudolf Potsch Stanislav Prýl Ladislav Šmíd Stanislav Sventek František Tikal Miroslav Vlach Jaroslav Walter                                                                                                   |
| 1968    | UdSSR Weniamin Alexandrow Wiktor Blinow Witali Dawydow Anatoli Firsow Anatoli Ionow Wiktor Konowalenko Wiktor Kuskin Boris Majorow Jewgeni Mischakow Juri Moissejew Wiktor Polupanow Alexander Ragulin Igor Romischewski Oleg Saizew Jewgeni Simin Wiktor Singer Wjatscheslaw Starschinow Wladimir Wikulow | Tschechoslowakei Josef Černý Vladimír Dzurilla Jozef Golonka Jan Havel Petr Hejma Jiří Holík Josef Horešovský Jan Hrbatý Jaroslav Jiřík Jan Klapáč Jiří Kochta Oldřich Machač Karel Masopust Vladimír Nadrchal Václav Nedomanský František Pospíšil František Ševčík Jan Suchý | Kanada Roger Bourbonnais Kenneth Broderick Raymond Cadieux Paul Conlin Gary Dineen Brian Glennie Ted Hargreaves Fran Huck Marshall Johnston Barry MacKenzie Bill MacMillan Stephen Monteith Morris Mott Terry O’Malley Danny O’Shea Gerry Pinder Herbert Pinder Wayne Stephenson                                                                                                |
| 1972    | UdSSR Juri Blinow Waleri Charlamow Witali Dawydow Anatoli Firsow Alexander Jakuschew Wiktor Kuskin Wladimir Luttschenko Alexander Malzew Boris Michailow Jewgeni Mischakow Alexander Paschkow Wladimir Petrow Alexander Ragulin Igor Romischewski Wladimir Schadrin Jewgeni Simin Wladislaw Tretjak Waleri Wassiljew Wladimir Wikulow Gennadi Zygankow | USA Kevin Ahearn Henry Boucha Charles Brown Keith Christiansen Mike Curran Robbie Ftorek Mark Howe Stuart Irving Jim McElmury Dick McGlynn Tom Mellor Ronald Naslund Wally Olds Frank Sanders Craig Sarner Peter Sears Tim Sheehy | Tschechoslowakei Vladimír Bednář Josef Černý Vladimír Dzurilla Richard Farda Jan Havel Ivan Hlinka Jiří Holeček Jaroslav Holík Jiří Holík Josef Horešovský Jiří Kochta Oldřich Machač Vladimír Martinec Václav Nedomanský Eduard Novák František Pospíšil Bohuslav Šťastný Rudolf Tajcnár Karel Vohralík                                                                        |
| 1976    | UdSSR Boris Alexandrow Sergei Babinow Waleri Charlamow Alexander Gussew Alexander Jakuschew Sergei Kapustin Juri Ljapkin Wladimir Luttschenko Alexander Malzew Boris Michailow Wladimir Petrow Wladimir Schadrin Wiktor Schalimow Wiktor Schluktow Alexander Sidelnikow Wladislaw Tretjak Waleri Wassiljew Gennadi Zygankow | Tschechoslowakei Josef Augusta Jiří Bubla Milan Chalupa Jiří Crha Miroslav Dvořák Bohuslav Ebermann Ivan Hlinka Jiří Holeček Jiří Holík Milan Kajkl Oldřich Machač Vladimír Martinec Eduard Novák Jiří Novák Milan Nový František Pospíšil Jaroslav Pouzar Bohuslav Šťastný | BR Deutschland Klaus Auhuber Ignaz Berndaner Wolfgang Boos Lorenz Funk Martin Hinterstocker Anton Kehle Udo Kießling Walter Köberle Ernst Köpf Erich Kühnhackl Stefan Metz Rainer Philipp Franz Reindl Alois Schloder Rudolf Thanner Josef Völk Ferenc Vozar Erich Weishaupt |
| 1980    | USA Bill Baker Neal Broten Dave Christian Steve Christoff Jim Craig Mike Eruzione John Harrington Steve Janaszak Mark Johnson Robert McClanahan Ken Morrow Jack O’Callahan Mark Pavelich Mike Ramsey Buzz Schneider Dave Silk Eric Strobel Bob Suter Phil Verchota Mark Wells | UdSSR Helmuts Balderis Sinetula Biljaletdinow Waleri Charlamow Wjatscheslaw Fetissow Alexander Golikow Wladimir Golikow Alexei Kassatonow Wladimir Krutow Juri Lebedew Sergei Makarow Alexander Malzew Boris Michailow Wladimir Myschkin Wassili Perwuchin Wladimir Petrow Wiktor Schluktow Alexander Skworzow Sergei Starikow Wladislaw Tretjak Waleri Wassiljew                                                                                               | Schweden Mats Åhlberg Sture Andersson Bo Berglund Håkan Eriksson Jan Eriksson Thomas Eriksson Leif Holmgren Tomas Jonsson Pelle Lindbergh William Löfqvist Harald Lückner Bengt Lundholm Per Lundqvist Lars Molin Mats Näslund Lennart Norberg Tommy Samuelsson Dan Söderström Mats Waltin Ulf Weinstock                                                                        |
| 1984    | UdSSR Sinetula Biljaletdinow Andrei Chomutow Nikolai Drosdezki Wjatscheslaw Fetissow Alexander Gerassimow Alexei Kassatonow Alexander Koschewnikow Wladimir Kowin Wladimir Krutow Igor Larionow Sergei Makarow Wladimir Myschkin Wassili Perwuchin Sergei Schepelew Alexander Skworzow Sergei Starikow Igor Stelnow Wiktor Tjumenew Wladislaw Tretjak Michail Wassiljew                                                                                           | Tschechoslowakei Jaroslav Benák Vladimír Caldr František Černík Milan Chalupa Miloslav Hořava Jiří Hrdina Arnold Kadlec Jaroslav Korbela Jiří Králík Vladimír Kýhos Jiří Lála Igor Liba Vincent Lukáč Dušan Pašek Pavel Richter Vladimír Růžička Dárius Rusnák Jaromír Šindel Radoslav Svoboda Eduard Uvíra | Schweden Thomas Åhlén Per-Erik Eklund Thom Eklund Bo Ericson Håkan Eriksson Peter Gradin Mats Hessel Michael Hjälm Göran Lindblom Tommy Mörth Håkan Nordin Jens Öhling Rolf Ridderwall Thomas Rundqvist Tomas Sandström Håkan Södergren Mats Thelin Michael Thelvén Mats Waltin Göte Wälitalo                                                                                   |
| 1988    | UdSSR Jewgeni Beloscheikin Ilja Bjakin Wjatscheslaw Bykow Andrei Chomutow Wjatscheslaw Fetissow Alexei Gussarow Sergei Jaschin Waleri Kamenski Alexei Kassatonow Alexander Koschewnikow Igor Krawtschuk Wladimir Krutow Igor Larionow Andrei Lomakin Sergei Makarow Alexander Mogilny Sergei Mylnikow Witali Samoilow Anatoli Semjonow Sergei Starikow Igor Stelnow Sergei Swetlow Alexander Tschornych                                                           | Finnland Timo Blomqvist Kari Eloranta Raimo Helminen Iiro Järvi Esa Keskinen Erkki Laine Kari Laitinen Jyrki Lumme Reijo Mikkolainen Jarmo Myllys Teppo Numminen Janne Ojanen Arto Ruotanen Reijo Ruotsalainen Simo Saarinen Kai Suikkanen Timo Susi Jukka Tammi Jari Torkki Pekka Tuomisto Jukka Virtanen | Schweden Mikael Andersson Peter Andersson Peter Åslin Jonas Bergqvist Bo Berglund Anders Bergman Thom Eklund Anders Eldebrink Peter Eriksson Thomas Eriksson Michael Hjälm Lars Ivarsson Lars Karlsson Mats Kihlström Peter Lindmark Lars Molin Jens Öhling Lars-Gunnar Pettersson Thomas Rundqvist Tommy Samuelsson Ulf Sandström Håkan Södergren                              |
| 1992    | Vereintes Team Sergei Bautin Igor Boldin Nikolai Borschtschewski Wjatscheslaw Buzajew Wjatscheslaw Bykow Nikolai Chabibulin Juri Chmyljow Andrei Chomutow Jewgeni Dawydow Dmitri Juschkewitsch Darius Kasparaitis Andrei Kowalenko Alexei Kowaljow Igor Krawtschuk Wladimir Malachow Dmitri Mironow Sergei Petrenko Witali Prokorow Alexei Schamnow Alexei Schitnik Michail Schtalenkow Sergei Subow Andrei Trefilow                                              | Kanada Dave Archibald Todd Brost Sean Burke Kevin Dahl Curt Giles Dave Hannan Gordon Hynes Fabian Joseph Joé Juneau Trevor Kidd Patrick Lebeau Chris Lindberg Eric Lindros Kent Manderville Adrien Plavsic Dan Ratushny Sam St. Laurent Brad Schlegel Wally Schreiber Randy Smith Dave Tippett Brian Tutt Jason Woolley | Tschechoslowakei Patrik Augusta Petr Bříza Jaromír Dragan Leo Gudas Miloslav Hořava Petr Hrbek Otakar Janecký Tomáš Jelínek Drahomír Kadlec Kamil Kašťák Robert Lang Igor Liba Ladislav Lubina František Procházka Petr Rosol Bedřich Ščerban Jiří Šlégr Richard Šmehlík Róbert Švehla Oldřich Svoboda Radek Ťoupal Peter Veselovský Richard Žemlička                           |
| 1994    | Schweden Håkan Algotsson Jonas Bergqvist Charles Berglund Andreas Dackell Christian Due-Boje Niklas Eriksson Peter Forsberg Roger Hansson Roger Johansson Tomas Jonsson Jörgen Jönsson Kenny Jönsson Patrik Juhlin Patric Kjellberg Håkan Loob Mats Näslund Stefan Örnskog Leif Rohlin Daniel Rydmark Tommy Salo Fredrik Stillman Michael Sundlöv Magnus Svensson                                                                                                 | Kanada Mark Astley Adrian Aucoin David Harlock Corey Hirsch Todd Hlushko Greg Johnson Fabian Joseph Paul Kariya Chris Kontos Manny Legace Ken Lovsin Derek Mayer Petr Nedvěd Dwayne Norris Greg Parks Allain Roy Jean-Yves Roy Brian Savage Brad Schlegel Wally Schreiber Chris Therien Todd Warriner Brad Werenka | Finnland Mika Alatalo Erik Hämäläinen Raimo Helminen Timo Jutila Sami Kapanen Esa Keskinen Marko Kiprusoff Saku Koivu Pasi Kuivalainen Janne Laukkanen Tero Lehterä Jere Lehtinen Mikko Mäkelä Jarmo Myllys Mika Nieminen Janne Ojanen Marko Palo Ville Peltonen Pasi Sormunen Mika Strömberg Jukka Tammi Petri Varis Hannu Virta                                               |
| 1998    | Tschechien Josef Beránek Jan Čaloun Roman Čechmánek Jiří Dopita Roman Hamrlík Dominik Hašek Milan Hejduk Milan Hnilička Jaromír Jágr František Kučera Robert Lang David Moravec Pavel Patera Libor Procházka Martin Procházka Robert Reichel Martin Ručínský Vladimír Růžička Jiří Šlégr Richard Šmehlík Jaroslav Špaček Martin Straka Petr Svoboda | Russland Pawel Bure Waleri Bure Sergei Fjodorow Sergei Gontschar Alexei Gussarow Alexei Jaschin Dmitri Juschkewitsch Waleri Kamenski Darius Kasparaitis Andrei Kowalenko Igor Krawtschuk Sergei Kriwokrassow Boris Mironow Dmitri Mironow Alexei Morosow Sergei Nemtschinow Alexei Schamnow Oleg Schewzow Alexei Schitnik Michail Schtalenkow Waleri Selepukin German Titow Andrei Trefilow                                                                     | Finnland Aki-Petteri Berg Tuomas Grönman Raimo Helminen Sami Kapanen Saku Koivu Jari Kurri Janne Laukkanen Jere Lehtinen Juha Lind Jyrki Lumme Jarmo Myllys Mika Nieminen Janne Niinimaa Teppo Numminen Ville Peltonen Kimmo Rintanen Teemu Selänne Ari Sulander Jukka Tammi Esa Tikkanen Kimmo Timonen Antti Törmänen Juha Ylönen                                              |
| 2002    | Kanada Ed Belfour Rob Blake Eric Brewer Martin Brodeur Theoren Fleury Adam Foote Simon Gagné Jarome Iginla Curtis Joseph Ed Jovanovski Paul Kariya Mario Lemieux Eric Lindros Al MacInnis Scott Niedermayer Joe Nieuwendyk Owen Nolan Michael Peca Chris Pronger Joe Sakic Brendan Shanahan Ryan Smyth Steve Yzerman | USA Tony Amonte Tom Barrasso Chris Chelios Adam Deadmarsh Chris Drury Mike Dunham Bill Guerin Phil Housley Brett Hull John LeClair Brian Leetch Aaron Miller Mike Modano Tom Poti Brian Rafalski Mike Richter Jeremy Roenick Brian Rolston Gary Suter Keith Tkachuk Doug Weight Mike York Scott Young | Russland Maxim Afinogenow Ilja Brysgalow Pawel Bure Waleri Bure Nikolai Chabibulin Pawel Dazjuk Sergei Fjodorow Sergei Gontschar Alexei Jaschin Darius Kasparaitis Ilja Kowaltschuk Alexei Kowaljow Igor Krawtschuk Oleg Kwascha Igor Larionow Wladimir Malachow Daniil Markow Boris Mironow Andrei Nikolischin Jegor Podomazki Sergei Samsonow Alexei Schamnow Oleg Twerdowski |
| 2006    | Schweden Daniel Alfredsson Per Johan Axelsson Christian Bäckman Peter Forsberg Mika Hannula Niclas Hävelid Tomas Holmström Jörgen Jönsson Kenny Jönsson Niklas Kronwall Nicklas Lidström Stefan Liv Henrik Lundqvist Fredrik Modin Mattias Öhlund Samuel Påhlsson Mikael Samuelsson Daniel Sedin Henrik Sedin Mats Sundin Ronnie Sundin Mikael Tellqvist Daniel Tjärnqvist Henrik Zetterberg                                                                      | Finnland Niklas Bäckström Aki-Petteri Berg Niklas Hagman Jukka Hentunen Jussi Jokinen Olli Jokinen Niko Kapanen Mikko Koivu Saku Koivu Lasse Kukkonen Antti Laaksonen Jere Lehtinen Toni Lydman Antti-Jussi Niemi Ville Nieminen Antero Niittymäki Fredrik Norrena Petteri Nummelin Teppo Numminen Ville Peltonen Jarkko Ruutu Sami Salo Teemu Selänne Kimmo Timonen                                                                                            | Tschechien Jan Bulis Petr Čajánek Patrik Eliáš Martin Erat Dominik Hašek Milan Hejduk Aleš Hemský Milan Hnilička Jaromír Jágr František Kaberle Tomáš Kaberle Aleš Kotalík Filip Kuba Pavel Kubina Robert Lang Marek Malík Rostislav Olesz Václav Prospal Martin Ručínský Dušan Salfický Jaroslav Špaček Martin Straka Tomáš Vokoun David Výborný Marek Židlický                |
| 2010    | Kanada Patrice Bergeron Dan Boyle Martin Brodeur Sidney Crosby Drew Doughty Marc-André Fleury Ryan Getzlaf Dany Heatley Jarome Iginla Duncan Keith Roberto Luongo Patrick Marleau Brenden Morrow Rick Nash Scott Niedermayer Corey Perry Chris Pronger Mike Richards Brent Seabrook Eric Staal Joe Thornton Jonathan Toews Shea Weber | USA David Backes Dustin Brown Ryan Callahan Chris Drury Tim Gleason Erik Johnson Jack Johnson Patrick Kane Ryan Kesler Phil Kessel Jamie Langenbrunner Ryan Malone Ryan Miller Brooks Orpik Zach Parise Joe Pavelski Jonathan Quick Brian Rafalski Bobby Ryan Paul Stastny Ryan Suter Tim Thomas Ryan Whitney | Finnland Niklas Bäckström Valtteri Filppula Niklas Hagman Jarkko Immonen Olli Jokinen Niko Kapanen Miikka Kiprusoff Mikko Koivu Saku Koivu Lasse Kukkonen Jere Lehtinen Sami Lepistö Toni Lydman Antti Miettinen Antero Niittymäki Janne Niskala Ville Peltonen Joni Pitkänen Jarkko Ruutu Tuomo Ruutu Sami Salo Teemu Selänne Kimmo Timonen                                    |
| 2014    | Kanada Jamie Benn Patrice Bergeron Jay Bouwmeester Jeff Carter Sidney Crosby Drew Doughty Matt Duchene Ryan Getzlaf Dan Hamhuis Duncan Keith Chris Kunitz Roberto Luongo Patrick Marleau Rick Nash Corey Perry Alex Pietrangelo Carey Price Patrick Sharp Mike Smith Martin St. Louis P. K. Subban John Tavares Jonathan Toews Marc-Édouard Vlasic Shea Weber | Schweden Daniel Alfredsson Nicklas Bäckström Patrik Berglund Alexander Edler Oliver Ekman Larsson Jhonas Enroth Jimmie Ericsson Jonathan Ericsson Loui Eriksson Jonas Gustavsson Carl Hagelin Niklas Hjalmarsson Marcus Johansson Erik Karlsson Niklas Kronwall Marcus Krüger Gabriel Landeskog Henrik Lundqvist Gustav Nyquist Johnny Oduya Daniel Sedin Jakob Silfverberg Alexander Steen Henrik Tallinder Henrik Zetterberg                                  | Finnland Juhamatti Aaltonen Aleksander Barkov Mikael Granlund Juuso Hietanen Jarkko Immonen Jussi Jokinen Olli Jokinen Leo Komarov Petri Kontiola Lauri Korpikoski Lasse Kukkonen Jori Lehterä Kari Lehtonen Sami Lepistö Olli Määttä Antti Niemi Antti Pihlström Tuukka Rask Tuomo Ruutu Sakari Salminen Sami Salo Teemu Selänne Kimmo Timonen Sami Vatanen Ossi Väänänen      |
| 2018    | Olympische Athleten aus Russland Sergei Andronow Alexander Barabanow Pawel Dazjuk Wladislaw Gawrikow Michail Grigorenko Nikita Gussew Jegor Jakowlew Ilja Kablukow Sergei Kalinin Kirill Kaprisow Bogdan Kisselewitsch Wassili Koschetschkin Ilja Kowaltschuk Alexei Martschenko Sergei Mosjakin Nikita Nesterow Nikolai Prochorkin Igor Schestjorkin Wadim Schipatschow Sergei Schirokow Ilja Sorokin Artjom Sub Andrei Subarew Iwan Telegin Wjatscheslaw Woinow | Deutschland Sinan Akdağ Danny aus den Birken Daryl Boyle Yasin Ehliz Christian Ehrhoff Dennis Endras Marcel Goc Gerrit Fauser Patrick Hager Frank Hördler Dominik Kahun Marcus Kink Björn Krupp Brooks Macek Frank Mauer Jonas Müller Moritz Müller Marcel Noebels Leonhard Pföderl Timo Pielmeier Matthias Plachta Patrick Reimer Felix Schütz Yannic Seidenberg David Wolf                                                                                    | Kanada René Bourque Gilbert Brulé Andrew Ebbett Stefan Elliott Chay Genoway Cody Goloubef Marc-André Gragnani Quinton Howden Chris Kelly Rob Klinkhammer Brandon Kozun Maxim Lapierre Chris Lee Maxim Noreau Eric O’Dell Justin Peters Kevin Poulin Mason Raymond Mat Robinson Derek Roy Ben Scrivens Karl Stollery Christian Thomas Linden Vey Wojtek Wolski                   |
| 2022    | Finnland Miro Aaltonen Marko Anttila Hannes Björninen Valtteri Filppula Niklas Friman Markus Granlund Teemu Hartikainen Juuso Hietanen Valtteri Kemiläinen Leo Komarov Mikko Lehtonen Petteri Lindbohm Sakari Manninen Saku Mäenalanen Joonas Nättinen Atte Ohtamaa Niko Ojamäki Juho Olkinuora Iiro Pakarinen Harri Pesonen Ville Pokka Toni Rajala Harri Säteri Frans Tuohimaa Sami Vatanen                                                                     | Russian Olympic Committee Sergei Andronow Timur Biljalow Iwan Fedotow Stanislaw Galijew Michail Grigorenko Arseni Grizjuk Nikita Gussew Jegor Jakowlew Alexander Jelessin Artur Kajumow Pawel Karnauchow Artjom Minulin Nikita Nesterow Alexander Nikischin Sergei Plotnikow Alexander Samonow Damir Scharipsjanow Wadim Schipatschow Kirill Semjonow Anton Slepyschew Sergei Telegin Wladimir Tkatschow Andrei Tschibissow Wjatscheslaw Woinow Dmitri Woronkow | Slowakei Michal Čajkovský Peter Cehlárik Peter Čerešňák Marek Ďaloga Marko Daňo Martin Gernát Adrián Holešinský Marek Hrivík Libor Hudáček Tomáš Jurčo Miloš Kelemen Samuel Kňažko Branislav Konrád Michal Krištof Martin Marinčin Šimon Nemec Kristián Pospíšil Pavol Regenda Miloš Roman Mislav Rosandič Patrik Rybár Juraj Slafkovský Samuel Takáč Matej Tomek Peter Zuzin   |

### Frauen

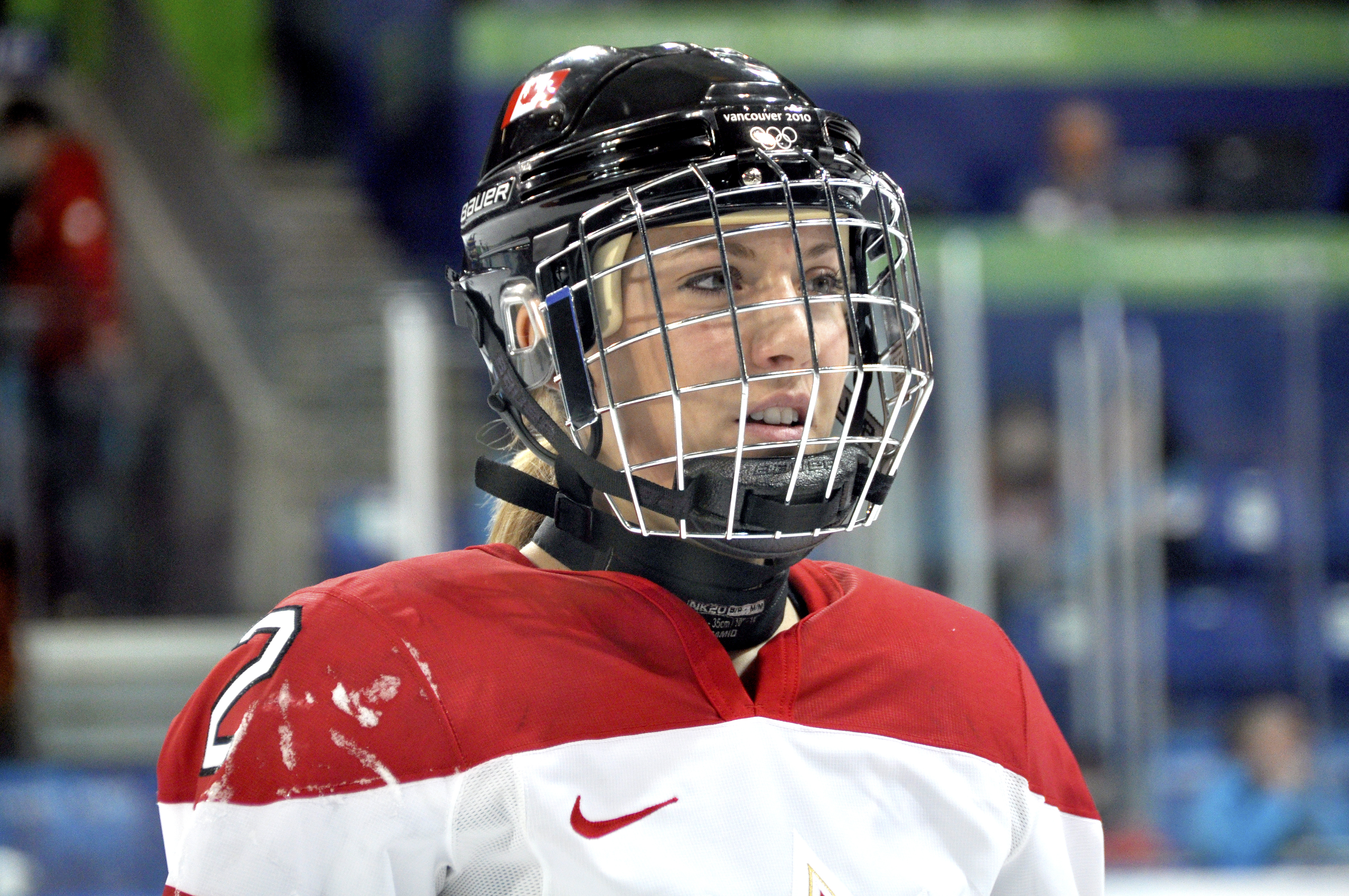
Meghan Agosta, Goldmedaillengewinnerin bei den Spielen in Turin 2006, Vancouver 2010 und Sotschi 2014

Das olympische Eishockeyturnier der Frauen gehört seit den Olympischen Winterspielen 1998 in Nagano zum Programm der Spiele.
Bisher wurden die sechs Ausgaben hauptsächlich von den nordamerikanischen Nationen aus den Vereinigten Staaten und Kanada dominiert. Nachdem die US-Amerikanerinnen die Kanadierinnen bei der Olympiapremiere in Nagano noch schlagen konnten, sicherten sich die kanadischen Damen in den darauffolgenden vier Ausgaben jeweils den Titel. Mit den Schwedinnen gelang es 2006 erstmals einer europäischen Nation, eine Silbermedaille zu gewinnen.
Insgesamt wurden bisher sieben Goldmedaillen verliehen.
| Olympia | Gold | Silber | Bronze |
| ------- | --- | --- | --- |
| 1998    | USA Chris Bailey Laurie Baker Alana Blahoski Lisa Brown-Miller Karyn Bye Colleen Coyne Sara DeCosta Tricia Dunn Cammi Granato Katie King Shelley Looney Sue Merz Allison Mleczko Tara Mounsey Vicki Movsessian Angela Ruggiero Jenny Schmidgall Sarah Tueting Gretchen Ulion Sandra Whyte                                                                               | Kanada Jennifer Botterill Thérèse Brisson Cassie Campbell Judy Diduck Nancy Drolet Lori Dupuis Danielle Goyette Geraldine Heaney Jayna Hefford Becky Kellar Kathy McCormack Karen Nystrom Lesley Reddon Manon Rhéaume Laura Schuler Fiona Smith France St. Louis Vicky Sunohara Hayley Wickenheiser Stacy Wilson                                                              | Finnland Sari Fisk Kirsi Hänninen Satu Huotari Marianne Ihalainen Johanna Ikonen Sari Krooks Emma Laaksonen Sanna Lankosaari Marika Lehtimäki Katja Lehto Riikka Nieminen Marja-Helena Pälvilä Tuula Puputti Karoliina Rantamäki Tiia Reima Katja Riipi Päivi Salo Maria Selin Liisa-Maria Sneck Petra Vaarakallio                                                        |
| 2002    | Kanada Dana Antal Kelly Béchard Jennifer Botterill Thérèse Brisson Cassie Campbell Isabelle Chartrand Lori Dupuis Danielle Goyette Geraldine Heaney Jayna Hefford Becky Kellar Caroline Ouellette Cherie Piper Cheryl Pounder Tammy Shewchuk Sami Jo Small Colleen Sostorics Kim St-Pierre Vicky Sunohara Hayley Wickenheiser                                           | USA Chris Bailey Laurie Baker Karyn Bye Julie Chu Natalie Darwitz Sara DeCosta Tricia Dunn Cammi Granato Courtney Kennedy Andrea Kilbourne Katie King Shelley Looney Sue Merz Allison Mleczko Tara Mounsey Jenny Potter Angela Ruggiero Sarah Tueting Lyndsay Wall Krissy Wendell                                                                                             | Schweden Annica Åhlén Lotta Almblad Anna Andersson Gunilla Andersson Emelie Berggren Kristina Bergstrand Ann-Louise Edstrand Joa Elfsberg Erika Holst Nanna Jansson Maria Larsson Ylva Lindberg Ulrica Lindström Kim Martin Josefin Pettersson Maria Rooth Danijela Rundqvist Evelina Samuelsson Therése Sjölander Anna Vikman                                            |
| 2006    | Kanada Meghan Agosta Gillian Apps Jennifer Botterill Cassie Campbell Gillian Ferrari Danielle Goyette Jayna Hefford Becky Kellar Gina Kingsbury Charline Labonté Carla MacLeod Caroline Ouellette Cherie Piper Cheryl Pounder Colleen Sostorics Kim St-Pierre Vicky Sunohara Sarah Vaillancourt Katie Weatherston Hayley Wickenheiser                                   | Schweden Cecilia Andersson Gunilla Andersson Jenni Asserholt Ann-Louise Edstrand Joa Elfsberg Emma Eliasson Erika Holst Nanna Jansson Ylva Lindberg Jenny Lindqvist Kristina Lundberg Kim Martin Frida Nevalainen Emilie O’Konor Maria Rooth Danijela Rundqvist Therése Sjölander Katarina Timglas Anna Vikman Pernilla Winberg                                               | USA Caitlin Cahow Julie Chu Natalie Darwitz Pam Dreyer Tricia Dunn-Luoma Molly Engstrom Chanda Gunn Jamie Hagerman Kim Insalaco Kathleen Kauth Courtney Kennedy Katie King Kristin King Sarah Parsons Jenny Potter Helen Resor Angela Ruggiero Kelly Stephens Lyndsay Wall Krissy Wendell                                                                                 |
| 2010    | Kanada Meghan Agosta Gillian Apps Tessa Bonhomme Jennifer Botterill Jayna Hefford Haley Irwin Rebecca Johnston Becky Kellar Gina Kingsbury Charline Labonté Carla MacLeod Meaghan Mikkelson Caroline Ouellette Cherie Piper Marie-Philip Poulin Colleen Sostorics Kim St-Pierre Shannon Szabados Sarah Vaillancourt Catherine Ward Hayley Wickenheiser                  | USA Kacey Bellamy Caitlin Cahow Lisa Chesson Julie Chu Natalie Darwitz Meghan Duggan Molly Engstrom Hilary Knight Jocelyne Lamoureux Monique Lamoureux Erika Lawler Gigi Marvin Brianne McLaughlin Jenny Potter Angela Ruggiero Molly Schaus Kelli Stack Karen Thatcher Jessie Vetter Kerry Weiland Jinelle Zaugg-Siergiej                                                    | Finnland Anne Helin Jenni Hiirikoski Venla Hovi Michelle Karvinen Mira Kuisma Emma Laaksonen Rosa Lindstedt Terhi Mertanen Heidi Pelttari Mariia Posa Annina Rajahuhta Karoliina Rantamäki Noora Räty Mari Saarinen Saija Sirviö Nina Tikkinen Minnamari Tuominen Saara Tuominen Linda Välimäki Anna Vanhatalo Marjo Voutilainen                                          |
| 2014    | Kanada Meghan Agosta-Marciano Gillian Apps Mélodie Daoust Laura Fortino Jayna Hefford Haley Irwin Brianne Jenner Rebecca Johnston Charline Labonté Geneviève Lacasse Jocelyne Larocque Meaghan Mikkelson Caroline Ouellette Marie-Philip Poulin Lauriane Rougeau Natalie Spooner Shannon Szabados Jennifer Wakefield Catherine Ward Tara Watchorn Hayley Wickenheiser   | USA Kacey Bellamy Megan Bozek Alex Carpenter Julie Chu Kendall Coyne Brianna Decker Meghan Duggan Lyndsey Fry Amanda Kessel Hilary Knight Jocelyne Lamoureux Monique Lamoureux Gigi Marvin Brianne McLaughlin Michelle Picard Josephine Pucci Molly Schaus Anne Schleper Kelli Stack Lee Stecklein Jessie Vetter                                                              | Schweiz Janine Alder Livia Altmann Sophie Anthamatten Laura Benz Sara Benz Nicole Bullo Romy Eggimann Sarah Forster Angela Frautschi Jessica Lutz Julia Marty Stefanie Marty Alina Müller Katrin Nabholz Evelina Raselli Florence Schelling Lara Stalder Phoebe Stänz Anja Stiefel Sandra Thalmann Nina Waidacher                                                         |
| 2018    | USA Cayla Barnes Kacey Bellamy Hannah Brandt Dani Cameranesi Kendall Coyne Brianna Decker Meghan Duggan Kali Flanagan Nicole Hensley Megan Keller Amanda Kessel Hilary Knight Jocelyne Lamoureux-Davidson Monique Lamoureux-Morando Gigi Marvin Sidney Morin Kelly Pannek Amanda Pelkey Emily Pfalzer Alex Rigsby Maddie Rooney Haley Skarupa Lee Stecklein             | Kanada Meghan Agosta Bailey Bram Emily Clark Mélodie Daoust Ann-Renée Desbiens Renata Fast Laura Fortino Haley Irwin Brianne Jenner Rebecca Johnston Geneviève Lacasse Brigette Lacquette Jocelyne Larocque Meaghan Mikkelson Sarah Nurse Marie-Philip Poulin Lauriane Rougeau Jill Saulnier Natalie Spooner Laura Stacey Shannon Szabados Blayre Turnbull Jennifer Wakefield | Finnland Sanni Hakala Jenni Hiirikoski Venla Hovi Mira Jalosuo Michelle Karvinen Rosa Lindstedt Petra Nieminen Tanja Niskanen Emma Nuutinen Isa Rahunen Meeri Räisänen Annina Rajahuhta Noora Räty Saila Saari Sara Säkkinen Ronja Savolainen Eveliina Suonpää Susanna Tapani Noora Tulus Minnamari Tuominen Riikka Välilä Linda Välimäki Ella Viitasuo                   |
| 2022    | Kanada Erin Ambrose Ashton Bell Kristen Campbell Emily Clark Mélodie Daoust Ann-Renée Desbiens Renata Fast Sarah Fillier Brianne Jenner Rebecca Johnston Jocelyne Larocque Emma Maltais Emerance Maschmeyer Sarah Nurse Marie-Philip Poulin Jamie Lee Rattray Jill Saulnier Ella Shelton Natalie Spooner Laura Stacey Claire Thompson Blayre Turnbull Micah Zandee-Hart | USA Cayla Barnes Hannah Brandt Megan Bozek Dani Cameranesi Alex Carpenter Alex Cavallini Jesse Compher Kendall Coyne Schofield Brianna Decker Jincy Dunne Savannah Harmon Caroline Harvey Nicole Hensley Megan Keller Amanda Kessel Hilary Knight Abbey Murphy Kelly Pannek Maddie Rooney Abby Roque Hayley Scamurra Lee Stecklein Grace Zumwinkle                            | Finnland Sanni Hakala Jenni Hiirikoski Elisa Holopainen Sini Karjalainen Michelle Karvinen Anni Keisala Nelli Laitinen Julia Liikala Eveliina Mäkinen Petra Nieminen Tanja Niskanen Jenniina Nylund Meeri Räisänen Sanni Rantala Ronja Savolainen Sofianna Sundelin Susanna Tapani Noora Tulus Minnamari Tuominen Viivi Vainikka Sanni Vanhanen Emilia Vesa Ella Viitasuo |

## Medaillengewinner

### Männer
| Platz | Name                     | Land                          | Von  | Bis  | Gold | Silber | Bronze | Gesamt |
| ----- | ------------------------ | ----------------------------- | ---- | ---- | ---- | ------ | ------ | ------ |
| 1.    | Wladislaw Tretjak        | UdSSR                         | 1972 | 1984 | 3    | 1      | –      | 4      |
| 2.    | Andrei Chomutow          | UdSSR Vereintes Team          | 1984 | 1992 | 3    | –      | –      | 3      |
| 2.    | Witali Dawydow           | UdSSR                         | 1964 | 1972 | 3    | –      | –      | 3      |
| 2.    | Anatoli Firsow           | UdSSR                         | 1964 | 1972 | 3    | –      | –      | 3      |
| 2.    | Wiktor Kuskin            | UdSSR                         | 1964 | 1972 | 3    | –      | –      | 3      |
| 2.    | Alexander Ragulin        | UdSSR                         | 1964 | 1972 | 3    | –      | –      | 3      |
| 7.    | Igor Krawtschuk          | UdSSR Vereintes Team Russland | 1988 | 2002 | 2    | 1      | 1      | 4      |
| 8.    | Waleri Charlamow         | UdSSR                         | 1972 | 1980 | 2    | 1      | –      | 3      |
| 8.    | Wjatscheslaw Fetissow    | UdSSR                         | 1980 | 1988 | 2    | 1      | –      | 3      |
| 8.    | Alexei Kassatonow        | UdSSR                         | 1980 | 1988 | 2    | 1      | –      | 3      |
| 8.    | Wladimir Krutow          | UdSSR                         | 1980 | 1988 | 2    | 1      | –      | 3      |
| 8.    | Sergei Makarow           | UdSSR                         | 1980 | 1988 | 2    | 1      | –      | 3      |
| 8.    | Alexander Malzew         | UdSSR                         | 1972 | 1980 | 2    | 1      | –      | 3      |
| 8.    | Boris Michailow          | UdSSR                         | 1972 | 1980 | 2    | 1      | –      | 3      |
| 8.    | Wladimir Petrow          | UdSSR                         | 1972 | 1980 | 2    | 1      | –      | 3      |
| 8.    | Sergei Starikow          | UdSSR                         | 1980 | 1988 | 2    | 1      | –      | 3      |
| 8.    | Waleri Wassiljew         | UdSSR                         | 1972 | 1980 | 2    | 1      | –      | 3      |
| 18.   | Weniamin Alexandrow      | UdSSR                         | 1960 | 1968 | 2    | –      | 1      | 3      |
| 18.   | Igor Larionow            | UdSSR Russland                | 1984 | 2002 | 2    | –      | 1      | 3      |
| 20.   | Patrice Bergeron         | Kanada                        | 2010 | 2014 | 2    | –      | –      | 2      |
| 20.   | Martin Brodeur           | Kanada                        | 2002 | 2010 | 2    | –      | –      | 2      |
| 20.   | Wjatscheslaw Bykow       | UdSSR Vereintes Team          | 1988 | 1992 | 2    | –      | –      | 2      |
| 20.   | Sidney Crosby            | Kanada                        | 2010 | 2014 | 2    | –      | –      | 2      |
| 20.   | Drew Doughty             | Kanada                        | 2010 | 2014 | 2    | –      | –      | 2      |
| 20.   | Peter Forsberg           | Schweden                      | 1994 | 2006 | 2    | –      | –      | 2      |
| 20.   | Ryan Getzlaf             | Kanada                        | 2010 | 2014 | 2    | –      | –      | 2      |
| 20.   | Alexander Jakuschew      | UdSSR                         | 1972 | 1976 | 2    | –      | –      | 2      |
| 20.   | Jörgen Jönsson           | Schweden                      | 1994 | 2006 | 2    | –      | –      | 2      |
| 20.   | Kenny Jönsson            | Schweden                      | 1994 | 2006 | 2    | –      | –      | 2      |
| 20.   | Duncan Keith             | Kanada                        | 2010 | 2014 | 2    | –      | –      | 2      |
| 20.   | Alexander Koschewnikow   | UdSSR                         | 1984 | 1988 | 2    | –      | –      | 2      |
| 20.   | Wiktor Konowalenko       | UdSSR                         | 1964 | 1968 | 2    | –      | –      | 2      |
| 20.   | Roberto Luongo           | Kanada                        | 2010 | 2014 | 2    | –      | –      | 2      |
| 20.   | Wladimir Luttschenko     | UdSSR                         | 1972 | 1976 | 2    | –      | –      | 2      |
| 20.   | Boris Majorow            | UdSSR                         | 1964 | 1968 | 2    | –      | –      | 2      |
| 20.   | Patrick Marleau          | Kanada                        | 2010 | 2014 | 2    | –      | –      | 2      |
| 20.   | Jewgeni Mischakow        | UdSSR                         | 1968 | 1972 | 2    | –      | –      | 2      |
| 20.   | Rick Nash                | Kanada                        | 2010 | 2014 | 2    | –      | –      | 2      |
| 20.   | Scott Niedermayer        | Kanada                        | 2002 | 2010 | 2    | –      | –      | 2      |
| 20.   | Corey Perry              | Kanada                        | 2010 | 2014 | 2    | –      | –      | 2      |
| 20.   | Chris Pronger            | Kanada                        | 2002 | 2010 | 2    | –      | –      | 2      |
| 20.   | Igor Romischewski        | UdSSR                         | 1968 | 1972 | 2    | –      | –      | 2      |
| 20.   | Oleg Saizew              | UdSSR                         | 1964 | 1968 | 2    | –      | –      | 2      |
| 20.   | Wladimir Schadrin        | UdSSR                         | 1972 | 1976 | 2    | –      | –      | 2      |
| 20.   | Jewgeni Simin            | UdSSR                         | 1968 | 1972 | 2    | –      | –      | 2      |
| 20.   | Wjatscheslaw Starschinow | UdSSR                         | 1964 | 1968 | 2    | –      | –      | 2      |
| 20.   | Igor Stelnow             | UdSSR                         | 1984 | 1988 | 2    | –      | –      | 2      |
| 20.   | Jonathan Toews           | Kanada                        | 2010 | 2014 | 2    | –      | –      | 2      |
| 20.   | Shea Weber               | Kanada                        | 2010 | 2014 | 2    | –      | –      | 2      |
| 20.   | Wladimir Wikulow         | UdSSR                         | 1968 | 1972 | 2    | –      | –      | 2      |
| 20.   | Gennadi Zygankow         | UdSSR                         | 1972 | 1976 | 2    | –      | –      | 2      |
| 52.   | Darius Kasparaitis       | Vereintes Team Russland       | 1992 | 2002 | 1    | 1      | 1      | 3      |
| 52.   | Alexei Schamnow          | Vereintes Team Russland       | 1992 | 2002 | 1    | 1      | 1      | 3      |
| 54.   | Sergei Andronow          | OAR ROC                       | 2018 | 2022 | 1    | 1      | –      | 2      |
| 54.   | Sinetula Biljaletdinow   | UdSSR                         | 1980 | 1984 | 1    | 1      | –      | 2      |
| 54.   | Bill Cleary              | USA                           | 1956 | 1960 | 1    | 1      | –      | 2      |
| 54.   | Michail Grigorenko       | OAR ROC                       | 2018 | 2022 | 1    | 1      | –      | 2      |
| 54.   | Alexei Gussarow          | UdSSR Russland                | 1988 | 1998 | 1    | 1      | –      | 2      |
| 54.   | Nikita Gussew            | OAR ROC                       | 2018 | 2022 | 1    | 1      | –      | 2      |
| 54.   | Jegor Jakowlew           | OAR ROC                       | 2018 | 2022 | 1    | 1      | –      | 2      |
| 54.   | Dmitri Juschkewitsch     | Vereintes Team Russland       | 1992 | 1998 | 1    | 1      | –      | 2      |
| 54.   | Waleri Kamenski          | UdSSR Russland                | 1988 | 1998 | 1    | 1      | –      | 2      |
| 54.   | Andrei Kowalenko         | Vereintes Team Russland       | 1992 | 1998 | 1    | 1      | –      | 2      |
| 54.   | Eric Lindros             | Kanada                        | 1992 | 2002 | 1    | 1      | –      | 2      |
| 54.   | John Mayasich            | USA                           | 1956 | 1960 | 1    | 1      | –      | 2      |
| 54.   | Dmitri Mironow           | Vereintes Team Russland       | 1992 | 1998 | 1    | 1      | –      | 2      |
| 54.   | Wladimir Myschkin        | UdSSR                         | 1980 | 1984 | 1    | 1      | –      | 2      |
| 54.   | Nikita Nesterow          | OAR ROC                       | 2018 | 2022 | 1    | 1      | –      | 2      |
| 54.   | Weldon Olson             | USA                           | 1956 | 1960 | 1    | 1      | –      | 2      |
| 54.   | Wassili Perwuchin        | UdSSR                         | 1980 | 1984 | 1    | 1      | –      | 2      |
| 54.   | Dick Rodenheiser         | USA                           | 1956 | 1960 | 1    | 1      | –      | 2      |
| 54.   | Vladimír Růžička         | Tschechoslowakei Tschechien   | 1984 | 1998 | 1    | 1      | –      | 2      |
| 54.   | Wadim Schipatschow       | OAR ROC                       | 2018 | 2022 | 1    | 1      | –      | 2      |
| 54.   | Alexei Schitnik          | Vereintes Team Russland       | 1992 | 1998 | 1    | 1      | –      | 2      |
| 54.   | Wiktor Schluktow         | UdSSR                         | 1976 | 1980 | 1    | 1      | –      | 2      |
| 54.   | Michail Schtalenkow      | Vereintes Team Russland       | 1992 | 1998 | 1    | 1      | –      | 2      |
| 54.   | Alexander Skworzow       | UdSSR                         | 1980 | 1984 | 1    | 1      | –      | 2      |
| 54.   | Andrei Trefilow          | Vereintes Team Russland       | 1992 | 1998 | 1    | 1      | –      | 2      |
| 54.   | Wjatscheslaw Woinow      | OAR ROC                       | 2018 | 2022 | 1    | 1      | –      | 2      |
| 80.   | Robert Lang              | Tschechoslowakei Tschechien   | 1992 | 2006 | 1    | –      | 2      | 3      |
| 81.   | Alexander Almetow        | UdSSR                         | 1960 | 1964 | 1    | –      | 1      | 2      |
| 81.   | Jonas Bergqvist          | Schweden                      | 1988 | 1994 | 1    | –      | 1      | 2      |
| 81.   | Nikolai Chabibulin       | Vereintes Team Russland       | 1992 | 2002 | 1    | –      | 1      | 2      |
| 81.   | Pawel Dazjuk             | Russland OAR                  | 2002 | 2018 | 1    | –      | 1      | 2      |
| 81.   | Dominik Hašek            | Tschechien                    | 1998 | 2006 | 1    | –      | 1      | 2      |
| 81.   | Milan Hejduk             | Tschechien                    | 1998 | 2006 | 1    | –      | 1      | 2      |
| 81.   | Juuso Hietanen           | Finnland                      | 2014 | 2022 | 1    | –      | 1      | 2      |
| 81.   | Jaromír Jágr             | Tschechien                    | 1998 | 2006 | 1    | –      | 1      | 2      |
| 81.   | Wiktor Jakuschew         | UdSSR                         | 1960 | 1964 | 1    | –      | 1      | 2      |
| 81.   | Tomas Jonsson            | Schweden                      | 1980 | 1994 | 1    | –      | 1      | 2      |
| 81.   | Leo Komarov              | Finnland                      | 2014 | 2022 | 1    | –      | 1      | 2      |
| 81.   | Alexei Kowaljow          | Vereintes Team Russland       | 1992 | 2002 | 1    | –      | 1      | 2      |
| 81.   | Ilja Kowaltschuk         | Russland OAR                  | 2002 | 2018 | 1    | –      | 1      | 2      |
| 81.   | Alfred Kutschewski       | UdSSR                         | 1956 | 1960 | 1    | –      | 1      | 2      |
| 81.   | Konstantin Loktew        | UdSSR                         | 1960 | 1964 | 1    | –      | 1      | 2      |
| 81.   | Wladimir Malachow        | Vereintes Team Russland       | 1992 | 2002 | 1    | –      | 1      | 2      |
| 81.   | Stanislaw Petuchow       | UdSSR                         | 1960 | 1964 | 1    | –      | 1      | 2      |
| 81.   | Nikolai Putschkow        | UdSSR                         | 1956 | 1960 | 1    | –      | 1      | 2      |
| 81.   | Martin Ručínský          | Tschechien                    | 1998 | 2006 | 1    | –      | 1      | 2      |
| 81.   | Genrich Sidorenkow       | UdSSR                         | 1956 | 1960 | 1    | –      | 1      | 2      |
| 81.   | Jiří Šlégr               | Tschechoslowakei Tschechien   | 1992 | 1998 | 1    | –      | 1      | 2      |
| 81.   | Richard Šmehlík          | Tschechoslowakei Tschechien   | 1992 | 1998 | 1    | –      | 1      | 2      |
| 81.   | Nikolai Sologubow        | UdSSR                         | 1956 | 1960 | 1    | –      | 1      | 2      |
| 81.   | Jaroslav Špaček          | Tschechien                    | 1998 | 2006 | 1    | –      | 1      | 2      |
| 81.   | Martin Straka            | Tschechien                    | 1998 | 2006 | 1    | –      | 1      | 2      |
| 81.   | Sami Vatanen             | Finnland                      | 2014 | 2022 | 1    | –      | 1      | 2      |

### Frauen
| Platz | Name                                 | Land   | Von  | Bis  | Gold | Silber | Bronze | Gesamt |
| ----- | ------------------------------------ | ------ | ---- | ---- | ---- | ------ | ------ | ------ |
| 1.    | Jayna Hefford                        | Kanada | 1998 | 2014 | 4    | 1      | –      | 5      |
| 1.    | Hayley Wickenheiser                  | Kanada | 1998 | 2014 | 4    | 1      | –      | 5      |
| 3.    | Caroline Ouellette                   | Kanada | 2002 | 2014 | 4    | –      | –      | 4      |
| 4.    | Meghan Agosta                        | Kanada | 2006 | 2018 | 3    | 1      | –      | 4      |
| 4.    | Jennifer Botterill                   | Kanada | 1998 | 2010 | 3    | 1      | –      | 4      |
| 4.    | Rebecca Johnston                     | Kanada | 2010 | 2022 | 3    | 1      | –      | 4      |
| 4.    | Becky Kellar                         | Kanada | 1998 | 2010 | 3    | 1      | –      | 4      |
| 4.    | Marie-Philip Poulin                  | Kanada | 2010 | 2022 | 3    | 1      | –      | 4      |
| 9.    | Gillian Apps                         | Kanada | 2006 | 2014 | 3    | –      | –      | 3      |
| 9.    | Charline Labonté                     | Kanada | 2006 | 2014 | 3    | –      | –      | 3      |
| 9.    | Cherie Piper                         | Kanada | 2002 | 2010 | 3    | –      | –      | 3      |
| 9.    | Colleen Sostorics                    | Kanada | 2002 | 2010 | 3    | –      | –      | 3      |
| 9.    | Kim St-Pierre                        | Kanada | 2002 | 2010 | 3    | –      | –      | 3      |
| 14.   | Cassie Campbell                      | Kanada | 1998 | 2006 | 2    | 1      | –      | 3      |
| 14.   | Mélodie Daoust                       | Kanada | 2014 | 2022 | 2    | 1      | –      | 3      |
| 14.   | Danielle Goyette                     | Kanada | 1998 | 2006 | 2    | 1      | –      | 3      |
| 14.   | Haley Irwin                          | Kanada | 2010 | 2018 | 2    | 1      | –      | 3      |
| 14.   | Brianne Jenner                       | Kanada | 2014 | 2022 | 2    | 1      | –      | 3      |
| 14.   | Jocelyne Larocque                    | Kanada | 2014 | 2022 | 2    | 1      | –      | 3      |
| 14.   | Meaghan Mikkelson                    | Kanada | 2010 | 2018 | 2    | 1      | –      | 3      |
| 14.   | Natalie Spooner                      | Kanada | 2014 | 2022 | 2    | 1      | –      | 3      |
| 14.   | Vicky Sunohara                       | Kanada | 1998 | 2006 | 2    | 1      | –      | 3      |
| 14.   | Shannon Szabados                     | Kanada | 2010 | 2018 | 2    | 1      | –      | 3      |
| 24.   | Carla MacLeod                        | Kanada | 2006 | 2010 | 2    | –      | –      | 2      |
| 24.   | Cheryl Pounder                       | Kanada | 2002 | 2006 | 2    | –      | –      | 2      |
| 24.   | Sarah Vaillancourt                   | Kanada | 2006 | 2010 | 2    | –      | –      | 2      |
| 24.   | Catherine Ward                       | Kanada | 2010 | 2014 | 2    | –      | –      | 2      |
| 28.   | Hilary Knight                        | USA    | 2010 | 2022 | 1    | 3      | –      | 4      |
| 29.   | Jenny Potter (geb. Schmidgall)       | USA    | 1998 | 2010 | 1    | 2      | 1      | 4      |
| 29.   | Angela Ruggiero                      | USA    | 1998 | 2010 | 1    | 2      | 1      | 4      |
| 31.   | Kacey Bellamy                        | USA    | 2010 | 2018 | 1    | 2      | –      | 3      |
| 31.   | Kendall Coyne Schofield (geb. Coyne) | USA    | 2014 | 2022 | 1    | 2      | –      | 3      |
| 31.   | Brianna Decker                       | USA    | 2014 | 2022 | 1    | 2      | –      | 3      |
| 31.   | Meghan Duggan                        | USA    | 2010 | 2018 | 1    | 2      | –      | 3      |
| 31.   | Amanda Kessel                        | USA    | 2014 | 2022 | 1    | 2      | –      | 3      |
| 31.   | Jocelyne Lamoureux                   | USA    | 2010 | 2018 | 1    | 2      | –      | 3      |
| 31.   | Monique Lamoureux                    | USA    | 2010 | 2018 | 1    | 2      | –      | 3      |
| 31.   | Gigi Marvin                          | USA    | 2010 | 2018 | 1    | 2      | –      | 3      |
| 31.   | Lee Stecklein                        | USA    | 2014 | 2022 | 1    | 2      | –      | 3      |
| 40.   | Tricia Dunn-Luoma (geb. Dunn)        | USA    | 1998 | 2006 | 1    | 1      | 1      | 3      |
| 40.   | Katie King                           | USA    | 1998 | 2006 | 1    | 1      | 1      | 3      |
| 42.   | Chris Bailey                         | USA    | 1998 | 2002 | 1    | 1      | –      | 2      |
| 42.   | Laurie Baker                         | USA    | 1998 | 2002 | 1    | 1      | –      | 2      |
| 42.   | Cayla Barnes                         | USA    | 2018 | 2022 | 1    | 1      | –      | 2      |
| 42.   | Hannah Brandt                        | USA    | 2018 | 2022 | 1    | 1      | –      | 2      |
| 42.   | Karyn Bye                            | USA    | 1998 | 2002 | 1    | 1      | –      | 2      |
| 42.   | Dani Cameranesi                      | USA    | 2018 | 2022 | 1    | 1      | –      | 2      |
| 42.   | Emily Clark                          | Kanada | 2018 | 2022 | 1    | 1      | –      | 2      |
| 42.   | Sara DeCosta                         | USA    | 1998 | 2002 | 1    | 1      | –      | 2      |
| 42.   | Ann-Renée Desbiens                   | Kanada | 2018 | 2022 | 1    | 1      | –      | 2      |
| 42.   | Lori Dupuis                          | Kanada | 1998 | 2002 | 1    | 1      | –      | 2      |
| 42.   | Renata Fast                          | Kanada | 2018 | 2022 | 1    | 1      | –      | 2      |
| 42.   | Laura Fortino                        | Kanada | 2014 | 2018 | 1    | 1      | –      | 2      |
| 42.   | Cammi Granato                        | USA    | 1998 | 2002 | 1    | 1      | –      | 2      |
| 42.   | Geraldine Heaney                     | Kanada | 1998 | 2002 | 1    | 1      | –      | 2      |
| 42.   | Nicole Hensley                       | USA    | 2018 | 2022 | 1    | 1      | –      | 2      |
| 42.   | Megan Keller                         | USA    | 2018 | 2022 | 1    | 1      | –      | 2      |
| 42.   | Geneviève Lacasse                    | Kanada | 2014 | 2018 | 1    | 1      | –      | 2      |
| 42.   | Shelley Looney                       | USA    | 1998 | 2002 | 1    | 1      | –      | 2      |
| 42.   | Sue Merz                             | USA    | 1998 | 2002 | 1    | 1      | –      | 2      |
| 42.   | Allison Mleczko                      | USA    | 1998 | 2002 | 1    | 1      | –      | 2      |
| 42.   | Tara Mounsey                         | USA    | 1998 | 2002 | 1    | 1      | –      | 2      |
| 42.   | Sarah Nurse                          | Kanada | 2018 | 2022 | 1    | 1      | –      | 2      |
| 42.   | Kelly Pannek                         | USA    | 2018 | 2022 | 1    | 1      | –      | 2      |
| 42.   | Maddie Rooney                        | USA    | 2018 | 2022 | 1    | 1      | –      | 2      |
| 42.   | Lauriane Rougeau                     | Kanada | 2014 | 2018 | 1    | 1      | –      | 2      |
| 42.   | Jill Saulnier                        | Kanada | 2018 | 2022 | 1    | 1      | –      | 2      |
| 42.   | Laura Stacey                         | Kanada | 2018 | 2022 | 1    | 1      | –      | 2      |
| 42.   | Sarah Tueting                        | USA    | 1998 | 2002 | 1    | 1      | –      | 2      |
| 42.   | Blayre Turnbull                      | Kanada | 2018 | 2022 | 1    | 1      | –      | 2      |
| 42.   | Jennifer Wakefield                   | Kanada | 2014 | 2018 | 1    | 1      | –      | 2      |

## Nationenwertungen

### Gesamt
| Platz | Land                                | Gold  | Silber | Bronze | Gesamt |
| ----- | ----------------------------------- | ----- | ------ | ------ | ------ |
| 1.    | Kanada                              | 14    | 6      | 3      | 23     |
| 2.    | UdSSR (inkl. Vereintes Team)        | 8 (1) | 1 (–)  | 1 (–)  | 10 (1) |
| 3.    | USA                                 | 4     | 12     | 3      | 19     |
| 4.    | Schweden                            | 2     | 4      | 5      | 11     |
| 5.    | Finnland                            | 1     | 2      | 7      | 10     |
| 6.    | Russland (inkl. OAR und ROC)        | 1 (1) | 2 (1)  | 1 (–)  | 4 (2)  |
| 7.    | Tschechien                          | 1     | –      | 1      | 2      |
| 8.    | Großbritannien                      | 1     | –      | 1      | 2      |
| 9.    | Tschechoslowakei                    | –     | 4      | 4      | 8      |
| 10.   | Deutschland (inkl. Deutsches Reich) | – (–) | 1 (–)  | 2 (1)  | 3 (2)  |
| 11.   | Schweiz                             | –     | –      | 3      | 3      |
| 12.   | Slowakei                            | –     | –      | 1      | 1      |

### Männer
| Platz | Land                                | Gold  | Silber | Bronze | Gesamt |
| ----- | ----------------------------------- | ----- | ------ | ------ | ------ |
| 1.    | Kanada                              | 9     | 4      | 3      | 16     |
| 2.    | UdSSR (inkl. Vereintes Team)        | 8 (1) | 1 (–)  | 1 (–)  | 10 (1) |
| 3.    | USA                                 | 2     | 8      | 2      | 12     |
| 4.    | Schweden                            | 2     | 3      | 4      | 9      |
| 5.    | Finnland                            | 1     | 2      | 3      | 6      |
| 6.    | Russland (inkl. OAR)                | 1 (1) | 2 (1)  | 1 (–)  | 4 (2)  |
| 7.    | Tschechien                          | 1     | –      | 1      | 2      |
| 8.    | Großbritannien                      | 1     | –      | 1      | 2      |
| 9.    | Tschechoslowakei                    | –     | 4      | 4      | 8      |
| 10.   | Deutschland (inkl. Deutsches Reich) | – (–) | 1 (–)  | 2 (1)  | 3 (1)  |
| 11.   | Schweiz                             | –     | –      | 2      | 2      |
| 12.   | Slowakei                            | –     | –      | 1      | 1      |

### Frauen
| Platz | Land     | Gold | Silber | Bronze | Gesamt |
| ----- | -------- | ---- | ------ | ------ | ------ |
| 1.    | Kanada   | 5    | 2      | –      | 7      |
| 2.    | USA      | 2    | 4      | 1      | 7      |
| 3.    | Schweden | –    | 1      | 1      | 2      |
| 4.    | Finnland | –    | –      | 4      | 4      |
| 5.    | Schweiz  | –    | –      | 1      | 1      |